# ジョシア・リッチー
ジョシア・リッチー（Josiah Ritchie, 1870年10月18日 - 1955年2月28日）は、イングランド・ウエストミンスター出身の男子テニス選手。1908年のロンドン五輪で男子シングルスの金メダルを獲得し、ウィンブルドン選手権でも1908年と1910年に男子ダブルス2勝を挙げた選手である。同選手権の男子シングルスでは、1909年に準優勝があった。彼はイギリス軍の少佐であったことから、テニス文献では Major Josiah George Ritchie （ジョシア・ジョージ・リッチー少佐）がフルネームとして記載されている。

## 来歴
ジョシア・リッチーのウィンブルドン選手権出場記録は、文献では1898年のベスト8までさかのぼることができる。1902年から1904年まで、リッチーは3年連続で「チャレンジ・ラウンド」（Challenge Round, 挑戦者決定戦）の決勝まで進出したが、その決勝で3年連続敗退を喫し、チャレンジ・ラウンド勝者と大会前年優勝者による「オールカマーズ・ファイナル」（All-Comers Final）進出を逃した。その後も、リッチーはウィンブルドンのチャレンジ・ラウンドで準決勝止まりが続き、なかなか男子シングルスのオールカマーズ・ファイナルに手が届かなかった。1908年の男子ダブルスで、リッチーはニュージーランドのアンソニー・ワイルディングとペアを組み、初進出の決勝戦でアーサー・ゴア&ハーバート・ローパー・バレット組を 6-1, 6-2, 1-6, 1-6, 9-7 で破り、ようやくウィンブルドン初優勝を決めた。
1908年のロンドン五輪では、テニス競技は通常の屋外競技に加えて「室内競技」（オリンピック記録では“Indoor Courts”と記載）の2種類が実施された。ジョシア・リッチーが男子シングルスの金メダルを獲得したのは、通常の屋外競技である。屋外競技の男子シングルス決勝にて、リッチーはドイツ代表のオットー・フロイツハイム（1884年 - 1962年）を 7-5, 6-3, 6-4 で破って金メダルを獲得した。同じ屋外競技の男子ダブルスでは、リッチーはジェームズ・パーク（1881年 - 1946年）と組んで銀メダルを獲得している。リッチーは「室内競技」にもエントリーし、ここでは準決勝でアーサー・ゴアに敗れたが、もう1人の準決勝敗退選手であったウィルバーフォース・イーブズ（1867年 - 1920年）が銅メダル決定戦を棄権したため、室内競技の男子シングルス銅メダルも獲得した。この変則的な方式の大会では、屋外競技は男子シングルス45名、男子ダブルス21組で優勝を争ったのに対して、室内競技は男子シングルス10名、男子ダブルス5組のみの戦いであった。室内競技は1912年ストックホルム五輪でも実施されたが、ロンドンとストックホルムの2大会のみで廃止された。
オリンピックの翌年、1909年にリッチーはウィンブルドン選手権でようやく男子シングルスの「チャレンジ・ラウンド」を制覇し、宿願のオールカマーズ・ファイナル進出を果たした。5年ぶり4度目のチャレンジ・ラウンド決勝でハーバート・ローパー・バレット（1873年 - 1943年）を破ったリッチーは、初進出のオールカマーズ・ファイナルでアーサー・ゴアと激突した。リッチーはゴアに 8-6, 6-1, 2-6, 2-6, 2-6 の逆転で敗れ、ウィンブルドンの男子シングルスで準優勝に終わった。（アーサー・ゴアは1909年に「41歳182日」の男子シングルス最年長優勝記録を樹立した。）1910年のウィンブルドン男子ダブルスで、リッチーはアンソニー・ワイルディングとのペアで2年ぶり2度目の優勝を果たした。ウィンブルドン選手権にも第1次世界大戦をはさんだ中断期間があったが、リッチーは終戦後再開された1919年の大会にも出場し、48歳にしてチャレンジ・ラウンドの準決勝に進出した。
リッチーはイギリス国外の大会でも活躍し、「ドイツ選手権」（現在のドイツ国際オープン）にも1903年-1906年の4連覇を含むシングルス5勝と、ダブルス2勝を挙げている。
ジョシア・リッチーは長い競技生活の間に、何人かの同僚選手の死去にも接している。2度一緒に優勝したダブルス・パートナーのアンソニー・ワイルディングは、1915年5月9日に第1次世界大戦で戦死した。リッチーは1900年代にウィンブルドン選手権で一緒に戦ったライバル選手たちの中では、最も長生きした人であったが、1955年2月28日にイギリス・アシュフォードにて84歳の生涯を閉じた。

## 主な成績
- ウィンブルドン選手権 男子ダブルス：2勝（1908年・1910年）/男子シングルス準優勝：1度（1909年）
- 1908年ロンドン五輪 屋外競技：男子シングルス金メダル・男子ダブルス銀メダル/室内競技：男子シングルス銅メダル
- ドイツ選手権 男子シングルス：5勝（1903年-1906年・1908年）/男子ダブルス：2勝（1904年・1906年）